# الکس اسکارو
الکس اسکارو (انگلیسی: Alex Scarrow؛ زادهٔ ۱۴ فوریهٔ ۱۹۶۶) رمان‌نویس اهل بریتانیا است.